# Бушвије
Бушвије (фр. Bouchevilliers) је насељено место у Француској у региону Горња Нормандија, у департману Ер.
По подацима из 2011. године у општини је живело 74 становника, а густина насељености је износила 17,17 становника/km².

## Демографија
| 1962. | 1968. | 1975. | 1982. | 1990. | 1999. | 2011. |
| ----- | ----- | ----- | ----- | ----- | ----- | ----- |
| 60    | 62    | 60    | 63    | 45    | 52    | 74    |